# Merris

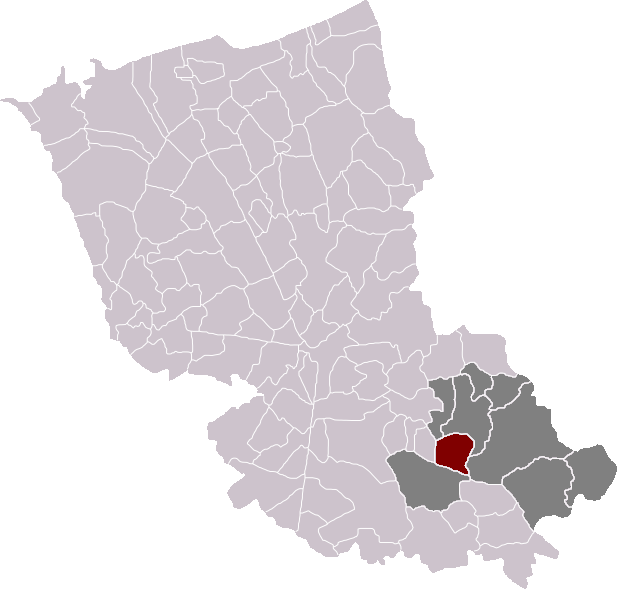
Localització de Merris

Merris  (en neerlandès Merris) és un municipi francès, situat a la regió dels Alts de França, al departament del Nord, que forma part de la Westhoek. L'any 2006 tenia 1.026 habitants. Limita amb Bailleul, Méteren, Vieux-Berquin i Strazeele.

## Demografia
| 1962                                       | 1968 | 1975 | 1982 | 1990 | 1999 |
| ------------------------------------------ | ---- | ---- | ---- | ---- | ---- |
| 686                                        | 687  | 638  | 792  | 892  | 958  |
| Des de 1962: població sense dobles comptes |      |      |      |      |      |

## Administració
| Període   | Identitat       | Partit        |
| --------- | --------------- | ------------- |
| 2001-2008 | Cécile Dujardin | Divers droite |
| 2008-     | Jocelyne Duez   |               |

## Agermanament
- Bexhill

## Galeria d'imatges

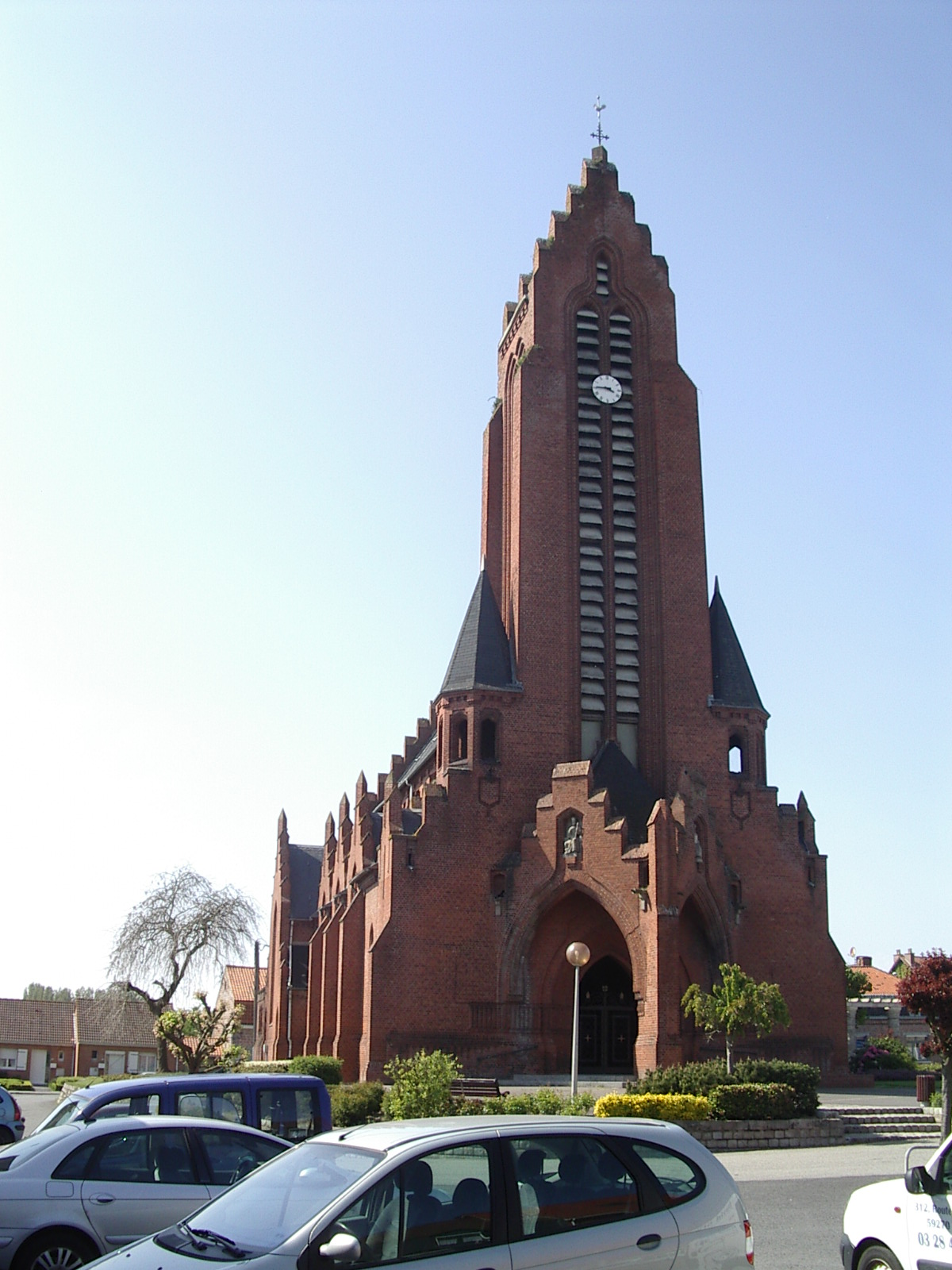
Església de Merris
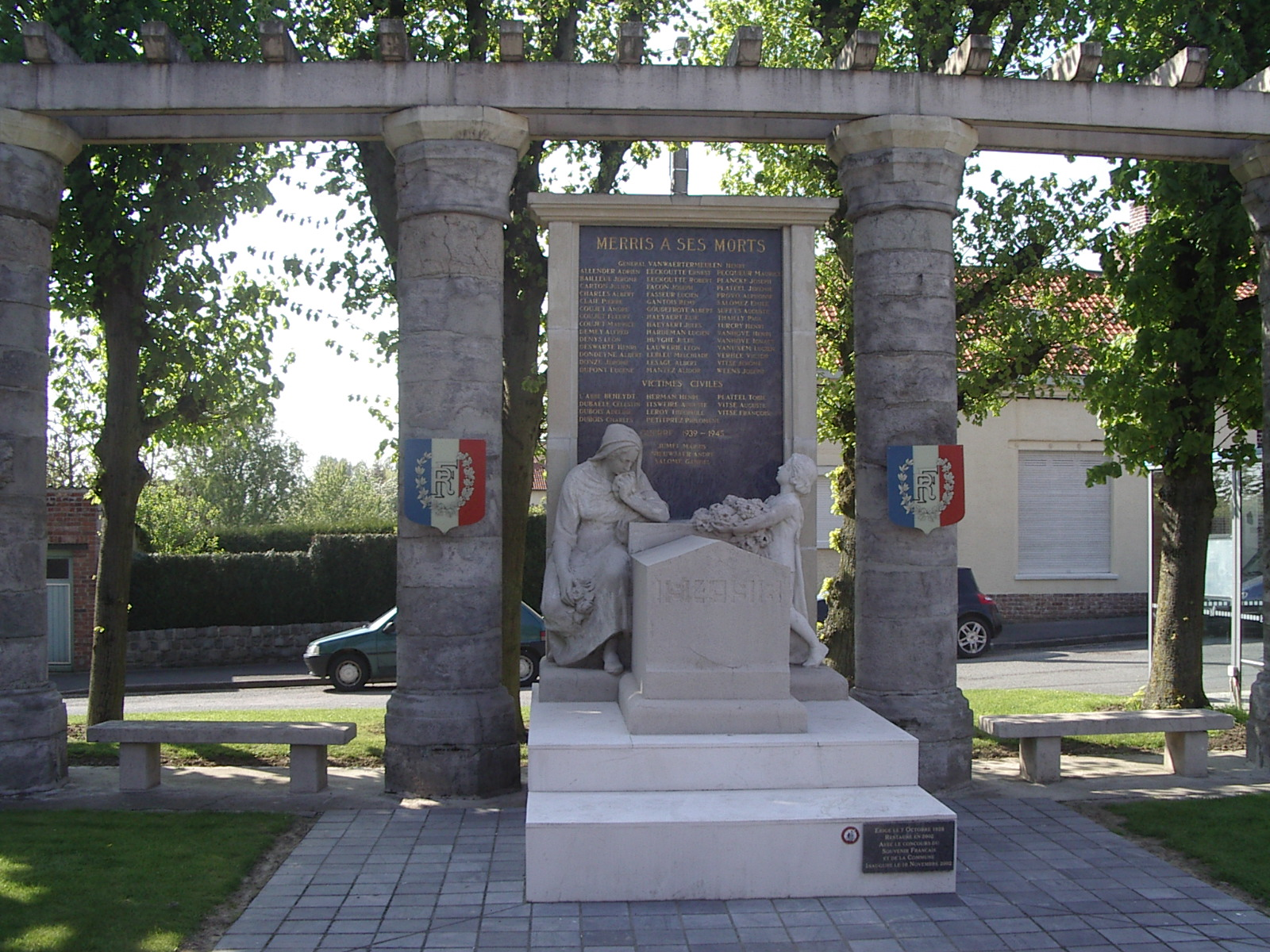
Monument als morts
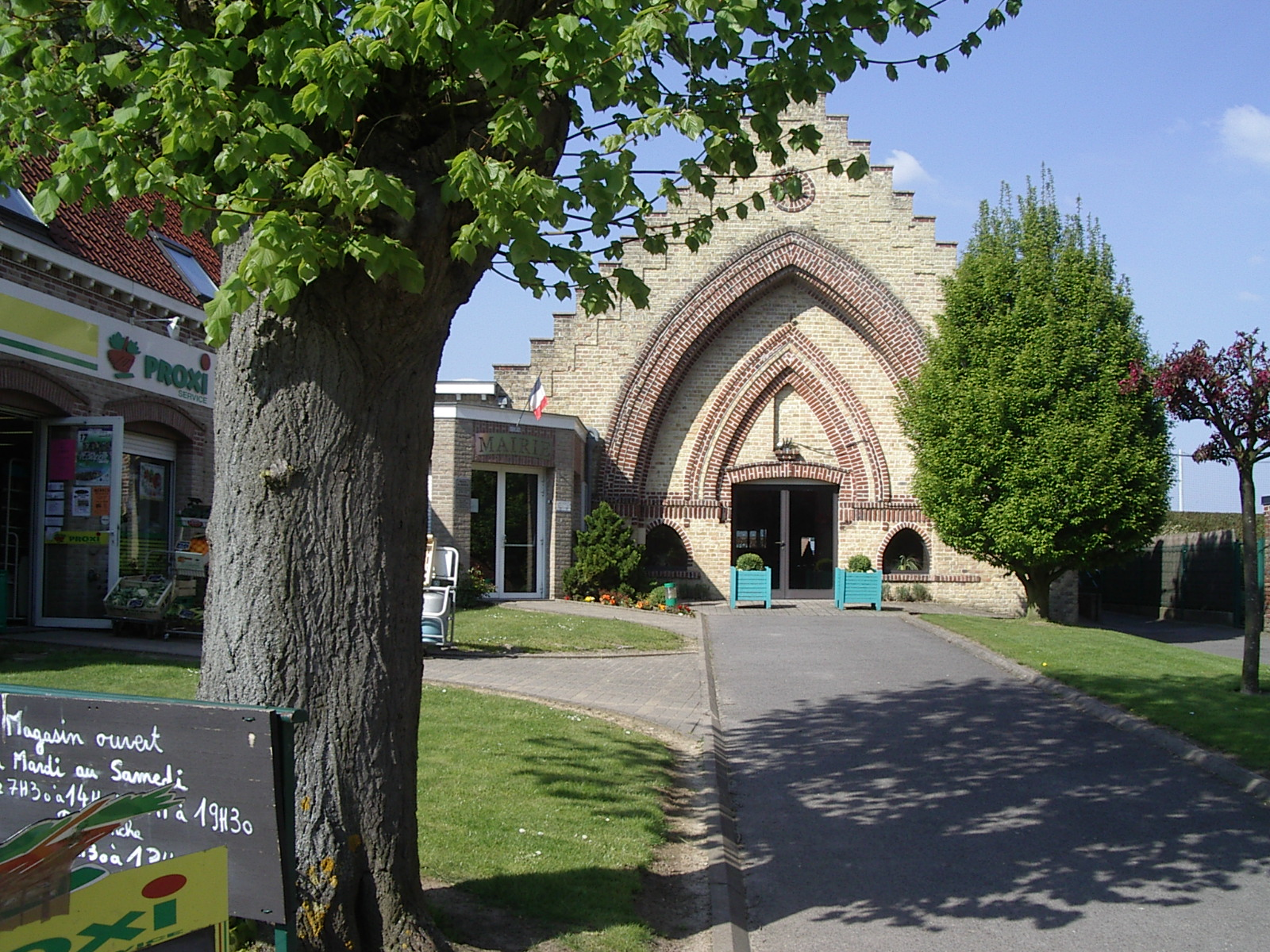
Alcaldia